# Ponerorchis renzii
Ponerorchis renzii är en orkidéart som beskrevs av Deva och H.B. Naithani. Ponerorchis renzii ingår i släktet Ponerorchis och familjen orkidéer. Inga underarter finns listade i Catalogue of Life.